# Columbus, Indiana
Columbus är en stad i Bartholomew County i delstaten Indiana, USA. Columbus är administrativ huvudort (county seat) i Bartholomew County.

## Kända personer från Columbus
- Mike Pence, politiker, USA:s vicepresident 2017–2021.